# Institut d'Estudis Ilerdencs

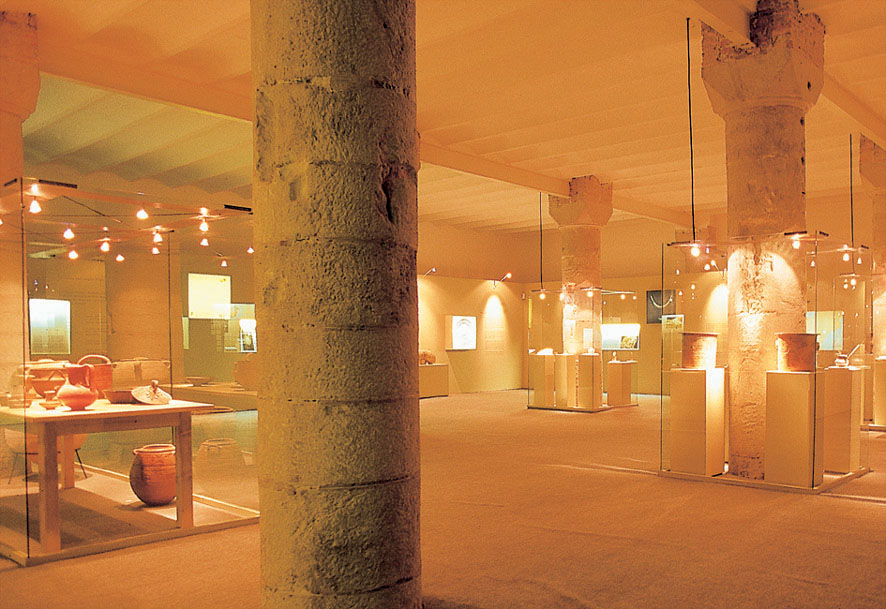
La sala d'arqueologia de l'IEI

Institut d'Estudis Ilerdencs (IEI) és una institució cultural creada el 25 de març de 1942 a Lleida per la diputació provincial, aleshores dirigida per Josep Maria de Porcioles, amb la finalitat de promoure la cultura i la investigació a les comarques lleidatanes, adscrita des d'aleshores al Consell Superior d'Investigacions Científiques. Des del 1943 publica la revista Ilerda. L'IEI es defineix com un centre promotor i impulsor de la investigació i de l'estudi, desenvolupant aquesta comesa en el marc de la província de Lleida i de les seves comarques.
Disposa d'un museu arqueològic, d'una sala de documentació, bibliografia i ceràmica, d'una col·lecció geològica i paleontològica, d'una col·lecció del llibre lleidatà, cedida per Ramon Areny i Batlle i d'una col·lecció de goigs del llegat Enric Cassasas. Des del 1967 hi funciona la Càtedra de Cultura Catalana Samuel Gili i Gaya. Els estatuts es reformaren el 1986 per tal de canviar la imatge i democratitzar l'organització interna.
Té la seu a l'antic Hospital de Santa Maria.